# 渡部温

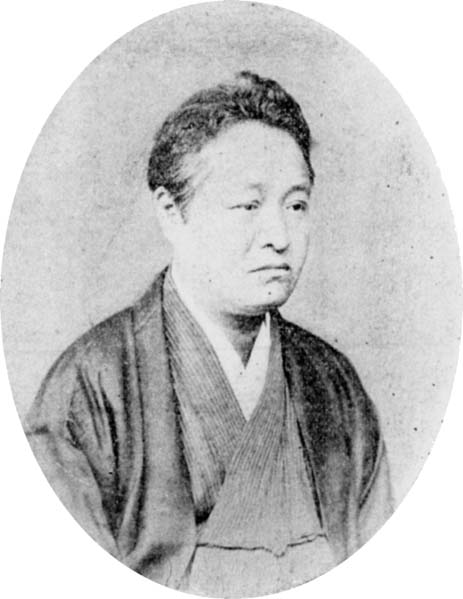
渡部溫

渡部温（1837年—1898年）是日本江户幕府末期和明治时期的翻译家、教育家、實業家。

## 生平
渡部温是渡部重三郎之子，曾在幕府的洋書調所（後開成所）任教英語，大政奉還後在西周任校長的沼津兵学校出任教授。
废藩置县後到東京的新政府大藏省任职、後任东京外国语大学校長，并独立校訂「康熙字典」。
其後轉向實業界，與澀澤榮一等共同創辦東京製綱株式会社，並任首任社長。

## 翻譯成就
- 《地学初步》 (Cornell's Primary Geography for the Use of Schools) 慶應2年（1866年）
- 《英吉利會話》 (P. Van der Pyl: Conversation of English Language) 慶應3年（1867年）
- 《陸軍士官必携》 (MacDougal: The Theory of War) 慶應3年（1867年）
- 《經濟説略》 (Richard Whately: Easy Lessons on Money Matters) 明治2年（1869年）
- 《通俗伊蘇普物語》(The Fables of Aesop)明治6年（1873年）～7年（1874年）
- 《標註・訂正 康煕字典》明治20年（1887年）